# Yone Minagawa
Yone Minagawa (japanska: 皆川 ヨ子; Minagawa Yone), född 4 januari 1893 i Akaike, Fukuoka, död 13 augusti 2007 i Fukuchi, Fukuoka, var en japansk kvinna som vid sin död vid 114 år och 221 dagars ålder var världens äldsta levande person och en av världens 100 äldsta människor någonsin.
Efter sin makes död försörjde sig Minagawa genom att sälja blommor och grönsaker vid en kolgruva. Hon hade 5 barn (varav 1 levde vid hennes död), 6 barnbarn, 12 barnbarns barn och 2 barnbarns barnbarn. Yone Minagawa deltog fortfarande i födelsedagskalas, och åt varje dag i restaurangen på äldreboendet där hon bodde. Hon uppgavs också läsa både tidningar och brev från familjen.